# Eulepidotis folium
Eulepidotis folium là một loài bướm đêm trong họ Erebidae.